# Милорад Милутиновић (певач)
Милорад Милутиновић (Сокобања, 20. јул 1887 — Сокобања, 6. децембар 1950)  био је српски оперски певач (тенор), певач народних песама, севдалинки и глумац. Наступао је у хору и као солиста у опери Народног позоришта у Београду као и у Загребачкој опери.

## Биографија
Милорад Милутиновић, познатији као Миле Милутиновић, рођен је 20. јула 1887. године у Сокобањи, у породици Лазара и Милке Милутиновић (рођена Миљковић). Имао је браћу Бранислава, Саву, Борислава и Милутина, као и сестру Иванку. Основну школу похађао је делом у родном месту, а делом у Врању. Љубав према позорници јавила му се веома рано, те је већ у четвртом разреду основне школе имао прве улоге у дечијем аматерском позоришту. Након основне школе, отац га је одвео у Чачак, где је уписао гимназију. Међутим, убрзо је схватио да тај пут није за њега, па је одлучио да се опроба у различитим занатима: пекарском, кројачком, па чак и поткивачком.
Жеља за већим могућностима довела га је у Београд, где је започео изучавање воскарског заната. Овај занат му је касније донео надимак Миле Воскар, који ће га пратити током целе каријере, подсећајући на његове скромне почетке. Поред тога, паралелно са изучавањем заната, уписао је и успешно завршио Трговачку школу у Београду. Иако се бавио разним занимањима, његова љубав према музици и позоришту остала је доминантна у његовом животу, па се пријављује у неколикио певачких друштва, а касније почиње да пева у хору Народног позоришта у Београду где упоредо са радом у позоришту, наставља и музичко усавршавање у Музичкој школи „Станковић“. Био је учесник Балканских ратова и Првог светског рата а 1915. године, као наредник 7. пешадијског пука, бива заробљен и интерниран у заробљенички логор Болдогасоњ (мађ. Boldogasszony), који је формирала Аустроугарска монархија.
Упркос суровим условима, са другим интернираним уметницима основао је логорско позориште. Позоришне активности у логору нису биле само извор забаве, већ су представљале важан механизам преживљавања. Организовање музичких и драмских комада помагали су у ублажавању тешких услова живота и подизању морала заточеника. Након завршетка рата наставио је са радом у Народном позоришту. Поред наступа у опери, Милутиновић је певао и снимао народне песме и севдалинке. Редовно је наступао на јавним и приватним забавама, а неколико година био је ангажован и у Загребачкој опери. Тридесетих година 20. века, Милутиновић је у Сокобањи изградио вилу у близини излетишта Врело, којој је дао име Вила Цаца, по надимку своје супруге Ане. Као један од најстаријих српских тенора, оставио је значајан траг у српској опери и народној музици. Његове интерпретације и снимци служе као сведочанство о времену када су опера и народна музика биле на својеврстан начин повезане, а уметници, попут Милутиновића, представљали мост између та два света. Милорад Милутиновић преминуо је 6. децембра 1950. године у родној Сокобањи.

## Каријера
Своју певачку каријеру почиње 1903. године у Певачком друштву „Карађорђе“ а затим у Српско-јеврејском певачком друштву, као и у Певачком друштву „Станковић“. Ово му је пружило прилику да се приближи наступању у позоришту, што је сматрао својим животним позивом. У том периоду упознао је Михаилa Рисантијевићa, који му је омогућио да се појави на сцени. Како у то време статисти нису добијали надокнаду, већ су плаћали да би могли да наступају, Милутиновић је уз очеву помоћ финансирао своје прве кораке на даскама Народног позоришта у Београду. На тај начин стекао је прва позоришна искуства. Његови одлични гласовни квалитети убрзо су примећени, те је у сезони 1907–1908. године званично примљен у хор Народног позоришта. Пред први светски рат је завршио и Музичку школу „Станковић“ у Београду. Избијање Балканских ратова (1912–1913), а потом и Првог светског рата (1914–1918), довело је до прекида у његовом уметничком раду али не у потпуности. После заробљавања и интернације 1915. године у Аустроугарски заробљенички логор Болдогасоњ, он са групом уметника интернираца организује Певачко позоришно друштво Срба заробљеника. Првобитно је постојао хор који је водио Љубомир Бошњаковић (1891–1987), у то време студент музике, а касније војни музичар и композитор, да би у јесен 1916. године друштво реорганизовано (уз подршку изасланика швајцарске владе) па је основано Певачко позоришно друштво Срба заробљеника, које је с прекидима радило до новембра 1918. године и извело укупно 69 представа. У овим представама и музичким наступима Милутиновић је био препознат по својој способности да оживи ликове и унесе дубину у свој глумачки и вокални израз. Као активан члан овог друштва играо је различите улоге, између осталог и женске улоге. Нарочито се истакао у лику Миткета у извођењу Коштане (8. октобар 1918. године). Његов таленат и умеће били су запажени и касније, после рата, те је као један од најбољих интернираних уметника поново добио прилику да се врати на позоришну сцену. Иако је први пут ступио на сцену Народног позоришта као певач, након Првог светског рата примљен је у овај театар као глумац. Додатно музичко усавршавање у Музичкој школи „Станковић“ и његово природно, изражајно певање омогућили су му да убрзо, 1919. године, почне да добија соло партије и постане стални члан ансамбла при оснивању опере Народног позоришта. Његово солидно музичко образовање, као и природни таленат за певање, омогућили су му да креира одличне буфо тенорске улоге. Највећи успех постигао је као Вашек у Сметаниној опери Продана невеста. За ову његову улогу Станислав Винавер је написао:
| „ | Он је ишао до граница свеже, неприсиљене и инстинктивне комике која сваког осваја и придобија. | ” |

 Крајем двадесетих година 20. века прелази у оперу Хрватског народног казалишта у Загребу где као најбољи буфо тенор добија признање публике и критике. После три године проведене у Загребачкој опери (1926–1928) враћа се у своју матичну кућу, Народно позориште у Београду, где је остао до краја своје каријере. Својих 25 година уметничког рада прославио је 9. марта 1932. године свечаним 59. извођењем опере Продана невеста, где му је, пред почетак представе уручено одликовање Светог Саве. Повремено је глумио и на драмској сцени Народног позоришта где је био запажен у улози Ристе Тодоровића, кожарског трговца и почасног конзула „Никарагуе“ у комедији Бранислава Нушића, Госпођа министарка. Појављивао се такође у комичним улогама и на сцени балета. Значајне улоге Милорада Милутиновића у операма (поред Вашека у Проданаој невести) биле су: Лаерте (Мињон), Спаланцани (Хофманове приче), Гласник (Аида), Јерошка (Кнез Игор). Поред наступа у опери, Милутиновић је највише био препознатљив по својим изванредним интерпретацијама народних песама и севдалинки. Његов севдах, испуњен снажним емоцијама, дубоко је дотицао публику а када је изводио меланхоличне песме, у слушаоцима је будио најдубља осећања. У каталогу нових српских снимака издавачке куће Јевте М. Павловића, овако је представљен Миле Милутиновић, један од најстаријих српских тенора:
| „ | Тенор загребачке опере, најобљубљенији пјевач народних песама из свих крајева Југославије. У оригиналном пјевању по начину пучких пјевача, Милутиновић је својим наступом у јавним и приватним забавама освојио на први мах публику. | ” |

Као оперски певач, али и у естрадним извођењима, био је веома активан све до пензионисања 1936. године а наставио је да наступа и као пензионер, све до 1941. године.

## Репертоар
Током каријере, наступао је у бројним операма и драмским представама. Његове улоге у премијерама Народног позоришта у Београду обухватају следеће представа:
- Ана Карењина, драма (12.04.1907.)[14]
- Сан летње ноћи, драма (04.04.1910.)[14]
- Госпођа Икс, драма (20.05.1910.)[14]
- Хасанагиница, драма (20.11.1910.)[14]
- Госпођа Икс, драма (18.01.1920.)[14]
- Станоје Главаш, драма (07.03.1920.)[14]
- Избирачица, драма (16.12.1920.)[14]
- Мали лорд, драма (19.12.1920.)[14]
- Ромео и Јулија, драма (10.03.1921.)[14]
- Ревизор, драма (18.06.1921.)[14]
- Хајдук Вељко, драма (04.09.1921.)[14]
- Уображени болесник, драма (17.01.1922.)[14]
- Женидба Милошева, опера (27.02.1923.)[14]
- Зулумћар, драма (21.10.1923.)[14]
- Дорћолска посла, драма (08.12.1923.)[14]
- Зона Замфирова, драма (03.03.1924.)[14]
- Потера, драма (05.06.1924)[14]
- Не убиј, драма (09.10.1924.)[14]
- Прослава Бранислава Нушића, прослава шездесетог рођендана Бранислава Нушића (06.11.1924.)[14][15]
- Смрт Мајке Југовића, драма (26.12.1924.)[14]
- Госпођа министарка, драма (25.05.1929.)[14]
- Зулејка робиња босанска, драма (24.06.1929.)[14]
- Чучук Стана, драма (05.03.1930.)[14]
- Фауст, драма (16.12.1932.)[14]
- Чучук Стана, драма (20.05.1938.)[14]

## Дискографија
Осим сценских наступа, Милутиновић је био активан и на пољу снимања музике. Познато је да је снимао грамофонске плоче на којима је интерпретирао севдалинке и друге народне песме, али и другу популарну музику тог времена. Његова способност да пренесе емоцију и аутентичност у извођењу традиционалне музике допринела је популаризацији ових жанрова међу широм публиком. Снимао је плоче за познате дискографске куће тог времена: Edison Bell Record, Columbia Records и друге. Део његовог репертоара снимљен је и сачуван у аудио записима и на грамофонским плочама:
- Булбул, На Ускрс сам се родио, Чемпрес вити (Edison Bell Penkala Record 1927, Z. 1038);[16]
- Крадем ти се под пенџере, Кроз чаршију, Свјетуме мајко, Дафинка платно белеше (Edison Bell Penkala Record, Z.1035, 1927.);[16]
- Пјесма o вили Ридулин, из оперете Иве Тијардовића, Сплитски акварел (Edison Bell Penkala Record, Z.1157, 1928.);[16]
- Миловао сам (Edison Bell Penkala Record, Z.1151, 1928.);[16]
- Од кад сам се у Мостар удала, Од сабаха до акшама (Columbia Records, D30981, 1929.);[16]
- Саветуј ме мајко, Дафинка платно бељаше  (Edison Bell Record, Z.1035);[17]
- Да су мени очи твоје (Edison Bell Record, Z.1150);[18]
- Каришик шаљивих народних песама (Edison Bell Record, Z.1150).[18]